# منطقة (نظام أسماء النطاقات)

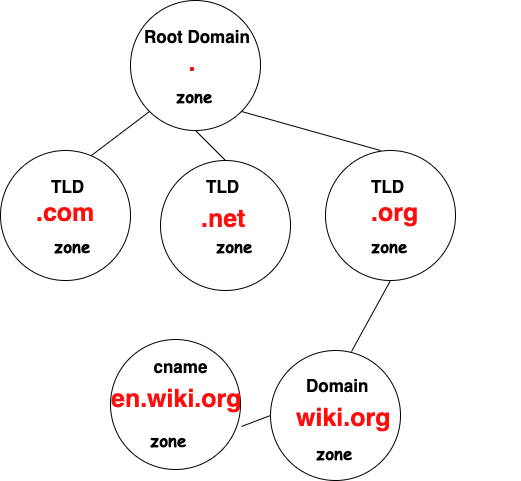

منطقة دي إن أس هي أي جزء مميز ومتجاور من مساحة اسم المجال في نظام اسم النطاقات (DNS) الذي تم تفويض المسؤولية الإدارية عنه إلى مدير واحد.
يتم تنظيم مساحة اسم المجال للإنترنت في تخطيط هرمي للنطاقات الفرعية أسفل منطقة جذر DNS. قد تعمل المجالات الفردية لهذه الشجرة كنقاط تفويض للسلطة الإدارية والتسيير. ومع ذلك، عادة ما يكون من المرغوب فيه علاوة على ذلك تنفيذ حدود التفويض الدقيقة، بحيث يمكن إدارة المستويات الفرعية المتعددة للمجال بشكل مستقل. لذلك، يتم تقسيم مساحة اسم المجال إلى مناطق لهذا الغرض. تبدأ المنطقة في مجال وتمتد إلى أسفل في الشجرة إلى العقد الطرفية أو إلى المستوى الأعلى من المجالات الفرعية حيث تبدأ المناطق الأخرى.
يتم تنفيذ منطقة DNS في نظام التكوين لخادم اسم المجال. تاريخيًا، يتم تعريفه في ملف المنطقة، وهو ملف نصي لنظام التشغيل يبدأ بنوع سجل DNS الخاص بداية السلطة (SOA) ويحتوي على جميع السجلات للموارد الموضحة داخل المنطقة. تم استخدام هذا التنسيق في الأصل بواسطة حزمة برامج Berkeley Internet Name Domain Server (BIND)، ويتم تعريفه في RFC 1034 وRFC 1035.